# 藤原佐理
藤原 佐理（ふじわら の すけまさ/さり）は、平安時代中期の公卿・能書家。藤原北家小野宮流、摂政関白太政大臣・藤原実頼の孫。左近衛少将・藤原敦敏の長男。三跡の一人で草書で有名。

## 経歴
天暦元年（947年）佐理が4歳の時に父・敦敏が39歳で亡くなったため、祖父の実頼によって育てられる。左近衛将監を経て、応和元年（961年）従五位下に叙爵し、侍従に任ぜられる。応和3年（963年）頃に丹波守・藤原為輔の娘である淑子と結婚し、康保元年（964年）頃に長男の頼房が生まれたと想定される。右兵衛権佐・右近衛少将と武官を経て、康保4年（967年）冷泉天皇が即位し、養父・実頼が関白に就任すると従五位上に、翌安和元年（968年）大嘗会の悠紀国司（近江介）の賞として正五位下と続けて昇叙される。また、同年実頼の関白太政大臣辞任の上表文の清書を務める。摂関大臣致仕の上表文の執筆は能書家にとって重要な書写活動であったため、当時既に佐理は能書家としてある程度の地位を築いていたと想定される。
安和2年（969年）円融天皇の即位後まもなく右中弁に転任する。天禄元年（970年）5月に養父の実頼が没するが、同年11月の大嘗会において佐理は悠紀・主基屏風の色紙型を書き、その功労により従四位下に叙せられる。天禄2年（971年）左中弁、天延3年（975年）従四位上、貞元2年（977年）には焼亡から再建した新しい殿舎や門の扁額を揮毫するが、円融天皇からその筆跡を感嘆されて勅禄を与えられると共に正四位下に叙せられるなど、円融朝の前半は弁官を歴任しながら順調に昇進し、天元元年（978年）参議に任ぜられ公卿に列した。
天元5年（982年）になると、正月の東宮大饗を途中で早退、同じく正月に射礼の行事に使う矢の手配を失念、2月の女御・藤原遵子入内の供奉を怠る、伊予権守として伊予国の文書処置を怠るなど、この頃の佐理は放縦・怠慢になっていた様子が目立つ。祖父・実頼の生存中は実直に公事を務めていたが、実頼の没後は逆境の立場におかれて、不満が募っていたことが窺われる。なお、これら不始末の詫び状として書かれたのが『恩命帖』『国申文帖』である。さらに、同年2月には弾正忠近光を自邸に拘禁してしまう。そこで、近光方は事情を関白・藤原頼忠に上申したことから、頼忠が佐理に消息を遣わすと、佐理は慌てて参入し、近光を放免することを約束した。この事件に対して藤原実資は、極めておかしな事で法官を拘禁するなど聞いたことがない、と批判している。このことから、佐理は理非を弁えない非常識な面があったと考えられる。永観元年（983年）円融天皇の御願寺である円融寺の落慶供養が行われた際、願文の清書を行う。円融朝末の永観2年（984年）再び造営された内裏の殿舎・門の扁額の揮毫を行い従三位に叙せられている。
同年に花山天皇が即位しその大嘗会でも悠紀主基屏風の色紙型を書き、寛和2年（986年）の一条天皇の大嘗会でもみたび屏風の色紙型の筆を執った。一条天皇の即位に伴って、摂関の座は藤原頼忠から藤原兼家に移る。佐理は同じ小野宮流の頼忠には接近していろいろと交渉もあったが、九条流の兼家とは関係が希薄であまり交渉がなく、ますます不遇になったと見られる。永延2年（988年）東大寺の奝然がかつて入宋した際に受けた恩を謝すべく、弟子の嘉因を宋に派遣して皇帝（太宗）に物品を献上するが、その中に佐理の書2巻が含まれていた。花山朝から一条朝にかけては、天皇の外戚である藤原義懐（花山天皇外叔父）や、藤原道隆・道兼・道長兄弟（一条天皇外叔父）らに昇進で次々と先を越される中、正暦2年（991年）には大宰大弐に任ぜられる。大宰大弐は役得が多いものの、参議が任ぜられる場合は大抵が兼任となるところ、佐理は参議を解かれて大宰府へ赴任することになった。これは、当時の摂政・藤原道隆が嫡子の伊周のために参議の席を空けさせたものと想定される。佐理はこの異動に不満を持ったらしく、赴任にあたって道隆に挨拶もせず出発してしまうが、思い直して挨拶を忘れたとりなしを縁者に頼んで作成した書状が『離洛帖』として現在に伝わっている。
正暦3年（992年）大宰府赴任を賞されて正三位に叙せられる。佐理の書跡を愛好していた一条天皇は佐理を九州へ下向させたことを後悔しており、佐理に手本を書かせるために、わざわざ九州に使者を派遣した。そこで、佐理は当地に下向していた源重之に詠んでもらった和歌を書いて一条天皇に献上している。しかし、正暦5年（994年）神人と乱闘したとして宇佐八幡宮から訴えられる。乱闘を起こした事情は明らかでないが、八幡宮の神人が神輿を担ぎ出し神威を笠に着て横暴をしようとした際に、これを防ごうとした大宰府官人が誤って神輿を射てしまった、あるいは、不輸不入を称する八幡宮の神領に対して大宰府が租税や課役を厳重に督促して争いに発展した等が考えられる。これに対して、左衛門権佐・惟宗允亮が大宰府使に任ぜられ、事実を究明するために九州に下向する。ここで、佐理は病気を理由に大宰府使との面会を拒絶し一言も弁明しなかったことから、朝廷に対する抵抗とみなされ、長徳元年（995年）10月に大宰大弐の官職を解かれた。帰洛後は大宰府での失策にもかかわらず、長徳3年（997年）朝参を許されて太皇太后宮権大夫に任ぜられる。
長徳4年（998年）正月に兵部卿に再任されるも、参議に還任されることがなかった境遇を嘆いてか、愁訴状として『頭弁帖』を書いている。
同年7月25日薨去。享年55。最終官位は前参議正三位兵部卿。死因ははっきりしないが、この頃、疱瘡の猖獗により貴族階級の人々が多数没していることから、佐理も同様に病死したか。

## 人物
草書の第一人者として評価が高く、流麗で躍動感のある筆跡は「佐跡」と呼ばれ、小野道風・藤原行成と共に三跡の一人に数えられる。当時より能書家で知られ、円融・花山・一条の3天皇の大嘗会の屏風の色紙形の筆者を務めた。『参議要抄』には『佐理参議抄（佐理抄）』なる書が引用されており、小野宮家の一員らしく、故実についても一家言あったと見られる。
一方で酒を好みいいかげんな性格だったようで、『大鏡』は「御心ばえぞ、懈怠者、すこしは如泥人ともきこえつべくおはせし」（ご性格は、なまけ者で、いささか愚図との噂もあられる」）と評している。。現存する真跡は、不始末のわび状や言い訳の類が多い。例えば『離洛帖』は、大宰府への下向に際して執政の藤原道隆に挨拶を忘れたとりなしを縁者に頼む内容である。また金にも困っていたらしく『去夏帖』は、自邸が壊れかけているが、修理費がないことを訴えている。一方で、詫び状という本来鑑賞には向かない内容の書状が今日まで伝えられたのは、ひとえに佐理の筆跡の魅力故だろう。また、詫び状でありながら、脱字があったり書き損じの上に重ね書きをするなど、執筆態度はぞんざいであり、自らの不始末にはいっこうに頓着せず、平気で書き流すことができた性格が窺われる。

## 逸話・説話
太宰大弐の任期が終わり帰洛途中、伊予国に入る手前の港で暴風雨にあい数日足止めされた。するとある夜、夢に三島明神が現れ「社の額をあなたに書いてもらいたいと思い、暴風雨を起こして引き留めた」と告げた。そこで佐理が神前で揮毫し、無事都へ帰ることができたという。この額は大山祇神社の宝物館に神号扁額として所蔵されている。
同時代の東大寺僧・奝然は弟子の喜因を宋に派遣した際、太宗への献上品として佐理の書を携帯させたという。
当時の関白藤原道隆が東三条殿を造営した際、佐理は襖の色紙形に和歌を書くように命じられた。あまり人が集まらない早いうちに参上して書くべきところ、関白を始め多くの公卿や殿上人が集まり、日が高くなるまで関白を待たせた末に、ようやく佐理は到着した。佐理もさすがにこのような状況で書くのは些か不作法と思ったが、書かないわけにもいかないので、急いで書いて退出しようとした。そこで関白から佐理は女装束を授けられた。長時間待たされた腹いせにこんな意趣返しをしなくても良いのにと思いながらも捨てることもできず、受け取った装束を肩にかけて多くの人々を押し分けて出て行くという、何とも体裁の悪い羽目になった。

## 真跡

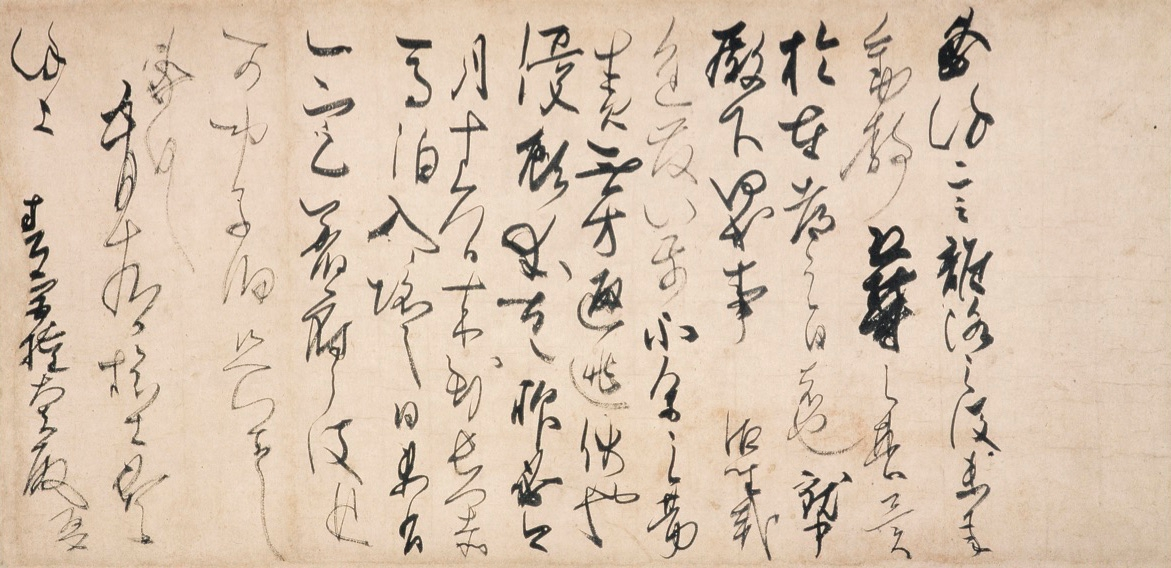
書状（離洛帖）畠山記念館蔵、国宝

- 詩懐紙（国宝） - 香川県立ミュージアム蔵 - 安和2年（969年）に26歳の佐理が祖父の藤原実頼の邸宅で行われた詩会に招かれた時に書かれた懐紙である。「懐紙」とは書道用語では漢詩・和歌などを一定の書式に則って書写したもののこと。本作品は平安時代の詩懐紙として現存する唯一の貴重な作品。作風は小野道風の影響が強い。
- 書状（離洛帖）（国宝） - 畠山記念館蔵 - 正暦2年（991年）に書かれた書状で、内容は佐理が大宰大弐に任命されて任地へ向かう旅の途上、長門国赤間関（現在の山口県下関市）で摂政の藤原道隆に対して赴任の挨拶を失念していたことを思い出し、妹の息子で道隆の従兄弟の藤原誠信に対して、とりなしを依頼した詫び状。スピード感のある草書体を駆使した個性的な書風が特色である。
- 書状（恩命帖）- 三の丸尚蔵館蔵 - 天元5年（982年）1月17日の射礼の行事に使う矢の手配を忘れ、差し出した始末書。
- 書状（女車帖・国申文帖）- 書芸文化院蔵 - 天元5年（982年）4月に佐理が伊予権守在任中に、関白藤原頼忠の家司であった藤原為雅を通じて頼忠にあてた詫び状。文書の処置を怠ったことに始まり、正月の大饗で頼忠より先に退出したこと、頼忠の娘の遵子が円融天皇の女御として入内する際の供奉を怠ったこと、の3点を詫びている。禿筆に淡墨を用いて流麗で自由闊達な筆さばきで、詫び状とは思えない書の美をみせる。
- 書状（去夏帖）- 所蔵先不明 - 永観2年（984年）に自分の屋敷の修造に関して提出した陳情書｡
- 書状（頭弁帖） - ふくやま書道美術館蔵 - （重要美術品[注釈 3]）- 長徳4年（998年）亡くなる4ヶ月前に、一条天皇への自分の申立てを頭弁（藤原行成か源扶義）に放置され、不満を並べている愁訴状。宛先は切り取られており不明。最晩年の書だけあって、以前の初と比べて遅筆である。直筆で引かれた線に丸みがあり温雅であるが、内に秘めた強さが感じられ、佐理円熟の書と言える。

## 官歴
注記のないものは『公卿補任』による。
- 天徳4年（960年） 10月3日：見左近衛将監[18]
- 応和元年（961年） 1月7日：従五位下、昇殿[26]。11月3日：侍従
- 応和2年（962年） 8月7日：右兵衛権佐
- 康保3年（966年 ） 1月27日：右近衛権少将
- 康保4年（967年） 1月24日：兼近江介。10月17日：従五位上
- 安和元年（968年） 11月23日：正五位下（大嘗会悠紀国司）
- 安和2年（969年） 9月2日：五位蔵人。10月19日：右中弁
- 天禄元年（970年） 11月20日：従四位下
- 天禄2年（971年） 12月15日：左中弁
- 天禄3年（972年） 4月28日：内蔵頭
- 天延3年（975年） 1月7日：従四位上。10月5日：紀伊権守
- 貞元2年（977年） 7月8日：正四位下
- 天元元年（978年） 10月17日：参議
- 天元2年（979年） 1月29日：讃岐守
- 天元4年（981年） 10月4日：従三位を辞退（子の頼房が従五位下に叙爵）
- 天元5年（982年） 1月30日： 伊予権守
- 永観元年（983年） 1月27日：勘解由長官
- 永観2年（984年） 1月29日：美作守。8月9日：従三位（書殿門額賞）
- 永祚元年（989年） 11月18日：勘解由長官辞任。11月28日：播磨権守
- 正暦元年（990年） 1月29日：兵部卿
- 正暦2年（991年） 1月27日：大宰大弐（参議・兵部卿辞任）。4月26日：皇后宮権大夫（皇后・藤原遵子）
- 正暦3年（992年） 3月14日：正三位
- 正暦4年（993年） 日付不詳：皇后宮権大夫辞任
- 長徳元年（995年） 10月18日：大宰大弐免職
- 長徳3年（997年） 4月5日：太皇太后宮権大夫（太皇太后・昌子内親王）
- 長徳4年（998年） 1月25日：兵部卿。7月25日：薨去（前参議正三位兵部卿）[18]

## 系譜
『尊卑分脈』による。
- 父：藤原敦敏
- 母：藤原元名の娘
- 妻：藤原淑子（藤原為輔の娘） - 御匣殿別当[27]
  - 男子：藤原頼房（964頃-?）
  - 女子：藤原懐平室（965頃-1056以降）[28]